# JDR Stars Football Club
Il JDR Stars Football Club, meglio noto come JDR Stars, è stata una società calcistica sudafricana con sede nella città di Pretoria. Militava in National First Division, la seconda serie del campionato sudafricano.

## Storia
Fondato a Pretoria nel 2011 dall'avvocato sudafricano Nditsheni Nemasisi, nella prima stagione nei dilettanti ha vinto la Regional League, venendo promosso in Second Division. Inserito nel girone provinciale di Gauteng, ha terminato al vertice della classifica nella stagione 2015-2016 qualificandosi per i play-off nazionali.
Nella stagione 2018-2019 hanno conquistato il loro girone provinciale e si sono qualificati per i play-off, che hanno vinto battendo in finale lo Steenberg United per 1-0.
Promossi nella National First Division, nella stagione 2019-2020 hanno concluso al 7º posto nella nuova lega, terminando sempre nella parte superiore della classifica per le successive quattro stagioni.
Nel luglio 2025, la proprietà cede il proprio titolo sportivo al Leicesterford City, cessando di esistere.

## Strutture

### Stadio
Disputa le partite interne al Giant Stadium di Soshanguve, una township di Pretoria. L'impianto ha una capienza di 18 000 posti.

## Palmarès

### Competizioni nazionali
- Second Division: 1

2018-2019

### Competizioni regionali
- Regional League: 1

2011-2012

### Altre competizioni
- Second Division Gauten Stream: 2

2015-2016, 2018-2019

## Organico
Aggiornato al 27 agosto 2024.
| N. |                      | Ruolo | Calciatore           |
| -- | -------------------- | ----- | -------------------- |
| 1  | Sudafrica (bandiera) | C     | Dumisani Ngwenya     |
| 4  | Sudafrica (bandiera) | C     | Ndumiso Mkhansi      |
| 6  | Sudafrica (bandiera) | D     | Nkosingiphile Mtambo |
| 8  | Sudafrica (bandiera) | C     | Sipho Zwane          |
| 11 | Sudafrica (bandiera) | C     | Kgodiso Monama       |
| 12 | Sudafrica (bandiera) | D     | Elias Mocheko        |
| 14 | Sudafrica (bandiera) | C     | Thabo Maphakisa      |
| 15 | Sudafrica (bandiera) | C     | Chris Matombo        |
| 16 | Benin (bandiera)     | P     | Marcel Dandjinou     |
| 18 | Sudafrica (bandiera) | C     | Samkelo Fumaniso     |

| N. |                      | Ruolo | Calciatore           |
| -- | -------------------- | ----- | -------------------- |
| 33 | Sudafrica (bandiera) | C     | Thabang Mtshali      |
| 37 | Sudafrica (bandiera) | D     | Abel Moeketsi        |
| 44 | Sudafrica (bandiera) | D     | Boikanyo Komane      |
| 48 | Sudafrica (bandiera) | D     | Simangaliso Masilela |
|    | Sudafrica (bandiera) | P     | Clive Gumede         |
|    | Sudafrica (bandiera) | P     | Mdlalose Mbuso       |
|    | Sudafrica (bandiera) | C     | Sandile Madonsela    |
|    | Benin (bandiera)     | D     | Derick Kangah        |